# The Day the Clown Cried
The Day the Clown Cried (auf Deutsch: Am Tag, als der Clown weinte) ist der internationale Titel einer französisch-schwedischen Film-Koproduktion, die als Le jour où le clown pleura in Stockholmer und Pariser Filmstudios entstand. Jerry Lewis spielte die Titelrolle und führte auch Regie. Er unternahm mit dieser ambitionierten Produktion einen „Versuch, 1972 mit einem sehr ernsthaften Stoff über das KZ-Dasein eines Clowns während des 2. Weltkriegs … als Regisseur zu reüssieren“. Dieses filmische Experiment, „das einen gänzlich anderen, nachdenklichen und stillen Lewis präsentierte“, schlug jedoch fehl. Der Film wurde nie öffentlich vorgeführt, weil Lewis mit dem abgedrehten Material sehr unzufrieden war und außerdem die Autorin nachträglich die Rechte des Films nicht freigab.

## Handlung
Deutschland zu Beginn des Zweiten Weltkriegs: Helmut Doork ist ein abgehalfteter Clown, der einst auf der ganzen Welt gearbeitet hat und mit dem Ringling Brothers Circus durch Amerika und Europa tourte. Nachdem Doork bei einem Auftritt einen Unfall verursacht hat, sorgt sein größter Konkurrent Gustav dafür, dass Helmut in der Hierarchie absteigt. Seiner Frau Ada Doork erzählt er sein Leid, doch diese bestärkt ihn darin zu kämpfen. Als Helmut in den Zirkus zurückkehrt, bekommt er ein Gespräch zwischen dem Direktor und Gustav mit. Diesem wird zugesichert, dass er fortan die Nummer 1 sei und Doork gefeuert werde. Daraufhin kehrt der zutiefst ernüchterte und deprimierte Doork in eine Kneipe ein und betrinkt sich hemmungslos. In diesem Zustand wird die Zunge locker, und Doork schimpft über das Regime und macht sich über Adolf Hitler lustig. Er gerät augenblicklich in die Fänge der Gestapo, die ihn einem scharfen Verhör unterzieht. Doorks loses Mundwerk bringt ihm schließlich eine mehrjährige Haftstrafe ein, die er als politischer Häftling in einem Konzentrationslager absitzen soll.
Im Lager gibt Doork mit seiner einstigen Bekanntheit an und findet in dem gutmütigen Mithäftling Johann Keltner – wie er ein „Politischer“ – einen guten Freund. Doorks größter Widersacher ist der Lagerleiter Bestler, ein harter SS-Offizier mit eiskaltem Blick und stahlblauen Augen. Bestler untersagt Doork, die im KZ eingetroffenen jüdischen Kinder, die zuletzt ein dankbares Publikum waren, weiterhin am Lagerzaun, der die politischen Häftlinge von den jüdischen Kindern trennt, zu unterhalten. Da dem ehemaligen Clown die über ihn und seine Späße lachenden Kinder eine Herzensangelegenheit sind, hält Doork sich nicht an die strikte Anordnung und wird, als er von einem Lageraufseher bei seinen erneuten Späßen beobachtet wird, mit einem Knüppel niedergeschlagen und schwer misshandelt. Keltner, der Doork zu Hilfe kommt, muss diesen Mut mit dem Leben bezahlen und wird zu Tode geprügelt. Doork wandert schließlich in Isolationshaft.
Der Kommandant Bestler erkennt rasch den Nutzen, den er aus Doorks Fähigkeiten ziehen kann. Er verspricht ihm, dass dieser die Haft gut überstehen und er seinen Fall erneut entsprechenden Stellen zur Vorlage weiterleiten werde, wenn er fortan die Kinder ruhigstelle und sie auf dem Weg in die Gaskammern „betreue“. So gelangt er, der Unterhalter, an der Seite der Kinder nach Auschwitz. Als wieder zahlreiche Kinder ermordet werden sollen, blickt ihn ein Mädchen mit wissenden Augen an, und beiden ist klar, wohin „die letzte Reise“ führen wird. Doork nimmt das Mädchen an der Hand und geht mit ihr den Weg in den Tod.

## Vorgeschichte zur Entstehung des Projekts
1971 trat der belgischstämmige Produzent Nathan „Nat“ Wachsberger an Lewis heran und bot ihm diesen Filmstoff an, dessen Finanzierung durch seine Firma und die schwedischen Europa Studios gesichert seien. Zuvor hatten mehrere US-Komiker, darunter Milton Berle und Dick Van Dyke, die Mitwirkung an diesem Filmprojekt abgelehnt. Im Februar 1972 besuchte Lewis nach Unterzeichnung des Filmvertrages zur Rollen-Einstimmung und Vorbereitung die ehemaligen Konzentrationslager Bergen-Belsen, Auschwitz und Dachau.

## Produktionsnotizen und Finanzierungsprobleme
Die 116-tägigen Dreharbeiten zu The Day the Clown Cried begannen in Schweden im April 1972 und zogen sich bis in den Sommer desselben Jahres hin.
Die Außenaufnahmen mit der großflächigen Anlage eines Konzentrationslagers entstanden in Schweden. Der Entwurf der umfangreichen Filmbauten stammt von Mago, einem 1939 aus Deutschland nach Schweden geflohenen Juden. Die französischen Dekors schuf Max Douy. Die Zirkusaufnahmen entstanden im Cirque d’hiver in Paris.
Für die Rolle der Ada Doork war ursprünglich Jeanne Moreau vorgesehen; Lewis und sie trafen sich in Paris zu Vorgesprächen. Jean-Jacques Beineix war einer der Regieassistenten.
In der ZDF-V.I.P.-Schaukel vom 30. Juni 1972 berichtete Margret Dünser von den Dreharbeiten und interviewte den Regisseur Lewis.
Anton Diffring spielt hier, wie so oft in seiner internationalen Karriere, einen extrem unsympathischen Nazi-Offizier.
Der von dem Schweden Jack S. Kotschak und Wachsberger produzierte Film geriet in seiner späten Drehphase offensichtlich in Finanzierungsschwierigkeiten. In der NDR-Dokumentation „Der Clown“ des deutsch-australischen Filmemachers Eric Friedler werden ausführlich die Hintergründe zu diesem „Film-Phantom“ beleuchtet. Dort heißt es, dass zehn Tage vor Ende der Dreharbeiten die Produzenten plötzlich am Set auftauchten, wodurch allen Beteiligten klar wurde, dass es gewaltige Probleme gab. Nach dem Bericht des als Schauspieler an The Day the Clown Cried beteiligten Pierre Étaix soll Wachsberger Lewis mitgeteilt haben, er werde den Rest dieses kostenintensiven Films nicht mehr finanzieren. Lewis drehte daraufhin den Film mit eigenem Geld weiter, um ihn doch noch fertigstellen zu können. Plötzlich verschwand er aber mit den drei Filmrollen nach Los Angeles, angeblich, wie es in „Der Clown“ heißt und Lewis der Crew mitgeteilt haben soll, um diese vor Ort entwickeln zu lassen. Jedoch hörte man zunächst nichts mehr von der Fertigstellung.
1973 kündigte Lewis als Gast der Talkshow Dick Cavetts an, er werde The Day the Clown Cried im Rahmen der Internationalen Filmfestspiele von Cannes erstmals der Öffentlichkeit vorstellen. Dazu kam es jedoch nicht. Es stellte sich heraus, dass der Produzent Wachsberger entgegen anderslautenden Behauptungen überhaupt nicht die Filmrechte an dem Stoff besaß und somit auch keine öffentliche Vorführung garantieren konnte. Über diese Umstände informierte er weder seinen schwedischen Mitproduzenten Kotschack noch Lewis. Da – nach Angaben des Kameramanns Rune Ericson – die Drehbuchautorin Joan O’Brien, die als Storylieferantin die Rechte am Stoff besaß, weder von Wachsberger bezahlt noch mit dem filmischen Endergebnis zufrieden gewesen war (sie nannte es angeblich „ein Desaster“) verweigerte sie die nötige Zustimmung für die Uraufführung, die somit endgültig unmöglich geworden war.

## Rezeption
Da der Film öffentlich nie vorgeführt wurde, existieren auch keine Kritiken. Lediglich einige Kommentare zu den bislang zugänglichen Filmausschnitten sind vorhanden. Dennoch ist The Day the Clown Cried aufgrund seiner Entstehungsgeschichte und seines mysteriösen Verschwindens aus dem Blickfeld der Öffentlichkeit eine der meistdiskutierten Produktionen der Filmgeschichte. Der Film galt viele Jahrzehnte lang als verschollen, und Lewis selbst hat sich bis 2015 nur äußerst ungern und dann auch nur sehr wortkarg zu seiner Inszenierung geäußert. Auf eine entsprechende Frage während einer Pressekonferenz 2013 bei den Filmfestspielen in Cannes sagte er: „Niemand wird diesen Film je sehen. Ich schäme mich für den Film. Er ist schlecht, schlecht, schlecht.“
Erst in Friedlers spätabends am 3. Februar 2016 in der ARD ausgestrahlten Dokumentation Der Clown gab der Filmemacher umfassend Auskunft zu The Day the Clown Cried, ebenso sechs damals am Projekt beteiligte schwedische Schauspieler, die hier überdies mehrere Szenenfolgen nachstellten.
Lewis’ Aussagen zufolge war er selbst bei Abschluss der Dreharbeiten bzw. Sichtung der Filmrollen in den USA mit dem Resultat seiner Arbeit äußerst unzufrieden: „Ich habe mich zutiefst geschämt … meine Arbeit war schlecht … sowohl als Autor, als Regisseur, als Schauspieler und als Produzent … nichts war gut.“ Daheim in Los Angeles habe er sich das belichtete Material angesehen, aber er fand es nicht gut: „Es wäre fast wunderbar gewesen … aber nur fast …“ und: „Juden, die man vergast, wo soll denn da die Komödie sein?“ Aus der sehr späten Erkenntnis des Komikers heraus, dass dieser Stoff sich nicht für eine Komödie eigne, konstatierte er in Der Clown vor laufender Kamera: „… das Ganze hat mich einfach völlig verwirrt … und dann einen solchen Film einem Publikum zu zeigen, das völlig verwirrt zurückbleibt? … Den ganzen Irrsinn zu erklären, das konnte ich nicht mehr … Für mich war es einfach nur noch schlechte Arbeit … Die Liebe, die ich einst für das ganze Projekt entwickelt hatte, hatte sich in das Gegenteil verkehrt … Plötzlich schien alles schrecklich. Dieser Film wird mich bis an das Ende meiner Tage verfolgen.“
Als zweieinhalb Jahrzehnte später Roberto Benigni mit Das Leben ist schön einen thematisch ähnlichen Stoff in Italien umsetzte, konnte dieser damit einen überwältigenden Erfolg verzeichnen. Dieser Film gewann insgesamt drei Oscars. Lewis’ Reaktion darauf 2015: „Benigni hat mir die Idee gestohlen, aber er hat es gut gemacht. Er handelte nicht anständig, aber es ist ein wunderbarer Film.“ Angemerkt werden sollte hier aber, dass Benignis Film auf wahren Erlebnissen seines eigenen Vaters,  Luigi (1919–2004) basierte, der von 1943 bis 1945 im KZ Bergen-Belsen inhaftiert gewesen war.

## Epilog
Jerry Lewis hat, wie er in einem am 16. August 2015 publizierten Interview der Los Angeles Times verriet, das Filmmaterial zur Bewahrung der Library of Congress überantwortet, aber ein Aufführungsverbot bis Juni 2024 verfügt. Im Februar 2020 übergab Chris Lewis, ein Sohn von Jerry Lewis, der Deutschen Kinemathek in Berlin Produktionsunterlagen und weitere Dokumente zum Film aus dem Nachlass seines Vaters.

## TV-Dokumentation
- Der Clown (D 2016), Dokumentation von Eric Friedler (Buch und Regie)